# Asplenium ruscinonense
Asplenium ruscinonense är en svartbräkenväxtart som beskrevs av Niesch. Asplenium ruscinonense ingår i släktet Asplenium och familjen Aspleniaceae. Inga underarter finns listade.